# إيمانويل أمونيكي
إيمانويل أمونيكي (مواليد 25 ديسمبر 1970) هو لاعب كرة قدم نيجيري سابق ومدرب كرة قدم حالي.

## مسيرته لاعبًا

### بداياته
بدأ مسيرته الكروية مع نادي كونكورد، وفي عام 1991 انتقل إلى نادي جوليوس بيرغر.

### الزمالك
وفي عام 1991 انتقل إلى نادي الزمالك المصري، ولعب معهم حتى عام 1994،ويعتبر خبراء الكرة ايمانويل ثاني أفضل صفقات الزمالك الأفريقية بعد الغاني كوارشي حيث اضاف للفريق قوة وأسهم في حصول الفريق علي بطولتين للدوري خاصة موسم 92/93 وكان الزمالك قد ضم ايمانويل مقابل 50 الف دولار وجدد عقده لمدة موسمين بعد ذلك مقابل 150 الف دولار..
لعب في أماكن عده ويذكر أنه في نهايه موسم1992-1993 وباقى للزمالك 4 مباريات ولا يوجد مهاجمين بسبب الإصابة وطلب منه اللعب كمهاجم في مباريات طنطا والسكة الحديد ومباراة البطولة مع بلديه المحلة فما كان منه إلا أن احرز 9 اهداف 3 في كل مباراه وفاز الزمالك باللقب حتى قبل مباراه الاهلى التي فاز بها الزمالك.

### سبورتنغ لشبونة
انتقل عام 1994 إلى نادي سبورتنغ لشبونة البرتغالي مقابل مبلغ 800 الف دولار[بحاجة لمصدر]، ولعب معهم حتى عام 1997. وشارك معهم في 51 مباراة وسجل 17 هدف، حقق مع سبورتنغ لشبونة لقب كأس البرتغال.

### برشلونة
وفي عام 1997 انتقل إلى نادي برشلونة الإسباني، ولعب معهم حتى عام 2000، وشارك معهم في 19 مباراة وسجل هدف واحد.

### نهاية مسيرته
ثم يلعب لنادي ألباسيتي الإسباني من 2000 إلى 2002، وشارك معهم في 17 مباراة وسجل هدف واحد. ثم ينتقل إلى نادي بوسان أي بارك الكوري الجنوبي 2000-2003 ، ثم ينهى حياته الحافله بالانجازات مع نادي الوحدات الاردنى 2003-2004 محرزا معه كأس الأردن.

### المنتخب
حصل أمونيكي على الميدالية الذهبية الأولمبية مع منتخب نيجيريا في دورة اتلانتا 1996. وبذلك أصبح المنتخب النيجيري أول منتخب أفريقي يحرز اللقب وكان له شرف احراز هدف الفوز على الأرجنتين.
و قد لعب مع منتخب نيجيريا لكرة القدم بين عامي 1993 و2001.

## مسيرته مدربًا
قاد أمونيكي منتخب نيجيريا تحت 17 سنة للفوز بلقب كأس العالم تحت 17 عام في تشيلي عام 2015. تولى تدريب نادى الخرطوم الوطنى السودانى اواخر 2017 حتى يونيو 2018. تولى أمونيكي منصب المدير الفني لمنتخب تنزانيا في أغسطس 2018 خلفًا للمدرب سالوم مايانجا. وسيتولى الاشراف على كل منتخبات تنزانيا الوطنية في الفئات السنية الأصغر.

## روابط خارجية
- إيمانويل أمونيكي على موقع الاتحاد الدولي (مؤرشف)  (الإنجليزية)
- إيمانويل أمونيكي على موقع قاعدة بيانات كرة القدم.إي يو (الإنجليزية)
- إيمانويل أمونيكي على موقع ناشيونال فوتبول تيمز (الإنجليزية)
- إيمانويل أمونيكي على موقع عالم كرة القدم.نت (الإنجليزية)
- إيمانويل أمونيكي على موقع أوليمبيديا (الإنجليزية)